# Desjaterik
Desjaterik (russ.:Десятерик) war ein russisches Gewichtsmaß. Das Maß deutet schon begrifflich auf seine Größe hin: 10. Ähnliche Maße für zwei = Dwoinik, drei = Troinik und fünf = Pjaterik Funta gab es auch.
- 1 Desjaterik = 10 Pfund (russ.= 409,51156 Gramm)/Funta = 4,095 Kilogramm

Eine Maßkette war 
- 1 Pud = 4 Desjaterik = 8 Pjaterik = 13 1⁄3 Troinik = 20 Dwoinik = 16,3805 Kilogramm